# Хоменко, Яков Алексеевич
Яков Алексеевич Хоменко — советский хозяйственный, государственный и политический деятель.

## Биография
Родился в 1909 году в селе Городище. Член КПСС с 1931 года.
С 1929 года — на хозяйственной, общественной и политической работе. В 1929—1946 гг. — на политической работе в Рабоче-Крестьянской Красной Армии, секретарь Смелянского районного комитета, заведующий Отделом пропаганды и агитации Киевского областного комитета КП(б) Украины, 1-й секретарь ЦК ЛКСМ Украины, член ЦК КП(б) Украины, член нелегального ЦК КП(б) Украины, в партизанском движении.
Делегат XVIII съезда ВКП(б).
Погиб близ села Плисецкое в 1943 году.